# 海南东寨港国家级自然保护区
海南东寨港国家级自然保护区位于中国海南省海口市美兰区演丰镇东寨港西侧。是中国建立的第一个红树林湿地自然保护区，也是中国首批列入《国际重要湿地名录》的七个湿地保护区之一。面积25平方公里，其中包括六条河流。海岸线由于400年前发生地震而导致曲折多弯，包括许多海湾和潮水沟渠。位于南部海岸的红树林则为鸟类和其他野生动物提供了栖息地。
东寨港自然保护区已被列入联合国教科文组织世界遗产预备名单。

## 交通
- 东寨港站，海南环岛高铁的一座计划中的车站